# Clasificación para el Torneo de Fútbol en los Juegos Olímpicos de Moscú 1980
La Clasificación para el Torneo de Fútbol en los Juegos Olímpicos de Moscú 1980 se jugó del 28 de marzo de 1979 al 20 de julio de 1980 con el fin de determinar a los 16 países entre 80 participantes que jugarían en fútbol en los Juegos Olímpicos de Moscú 1980. A causa del Boicot a los Juegos Olímpicos de 1980 algunos países clasificados decidieron no participar en los juegos y fueron reemplazados.

## Clasificación

### Europa
El torneo clasificatorio de Europa constó de dos ronda que se jugaron entre el 28 de marzo de 1979 y el 23 de abril de 1980 para definir a cuatro clasificados. Luego de concluidas las eliminatorias, Checoslovaquia, Noruega, España y Yugoslavia junto al campeón defensor Alemania Democrática y el país anfitrión Unión Soviética fueron los clasificados al torneo olímpico. Sin embargo, Noruega fue reemplazado por Finlandia.

### Sudamérica
La eliminatoria sudamericana se jugó del 23 de enero al 15 de febrero de 1980 en Colombia para definir a los dos clasificados al torneo. Argentina y Colombia fueron los clasificados. Sin embargo, Argentina fue reemplazada por Venezuela.

### Concacaf
La eliminatoria de CONCACAF se jugó del 1 de abril de 1979 al 2 de abril de 1980 para definir a dos clasificados a los Juegos Olímpicos. Costa Rica y Estados Unidos fueron los clasificados al torneo, pero después Estados Unidos fue reemplazado por Cuba.

### África
La clasificación en África constó de tres ronda para definir a tres clasificados al torneo que se jugó del 25 de marzo de 1979 al 13 de abril de 1980. Argelia, Ghana y Egipto fueron los que clasificaron a los Juegos Olímpicos, pero después Ghana fue reemplazado por Nigeria y Egipto fue reemplazado por Zambia.

### Asia
El torneo asiático se jugó del 23 de febrero al 6 de abril de 1980 y se dividió en tres rondas para definir a tres clasificados a los Juegos Olímpicos. Kuwait, Malasia e Irán fueron los clasificados al torneo, pero después Malasia sería reemplazado por Irak e Irán sería reemplazado por Siria.

## Clasificados
- Unión Soviética (anfitrión)
- Alemania Democrática (Campeón defensor)
- Checoslovaquia
- Finlandia[n 1]
- España
- Yugoslavia
- Argelia
- Nigeria[n 2]
- Zambia[n 3]
- Irak[n 4]
- Kuwait
- Siria[n 5]
- Costa Rica
- Cuba[n 6]
- Colombia
- Venezuela[n 7]